# Prora

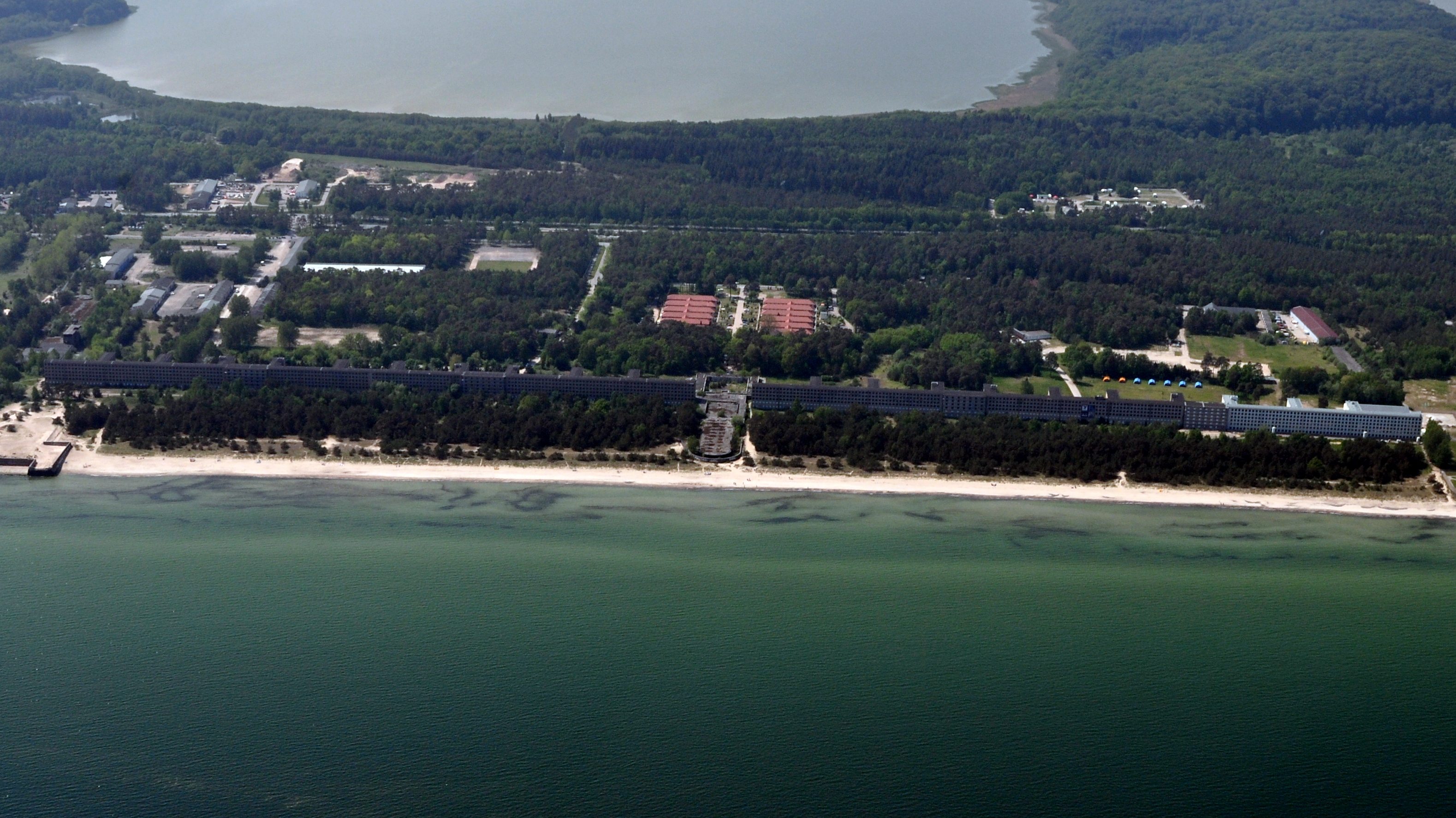
Prora (2011)

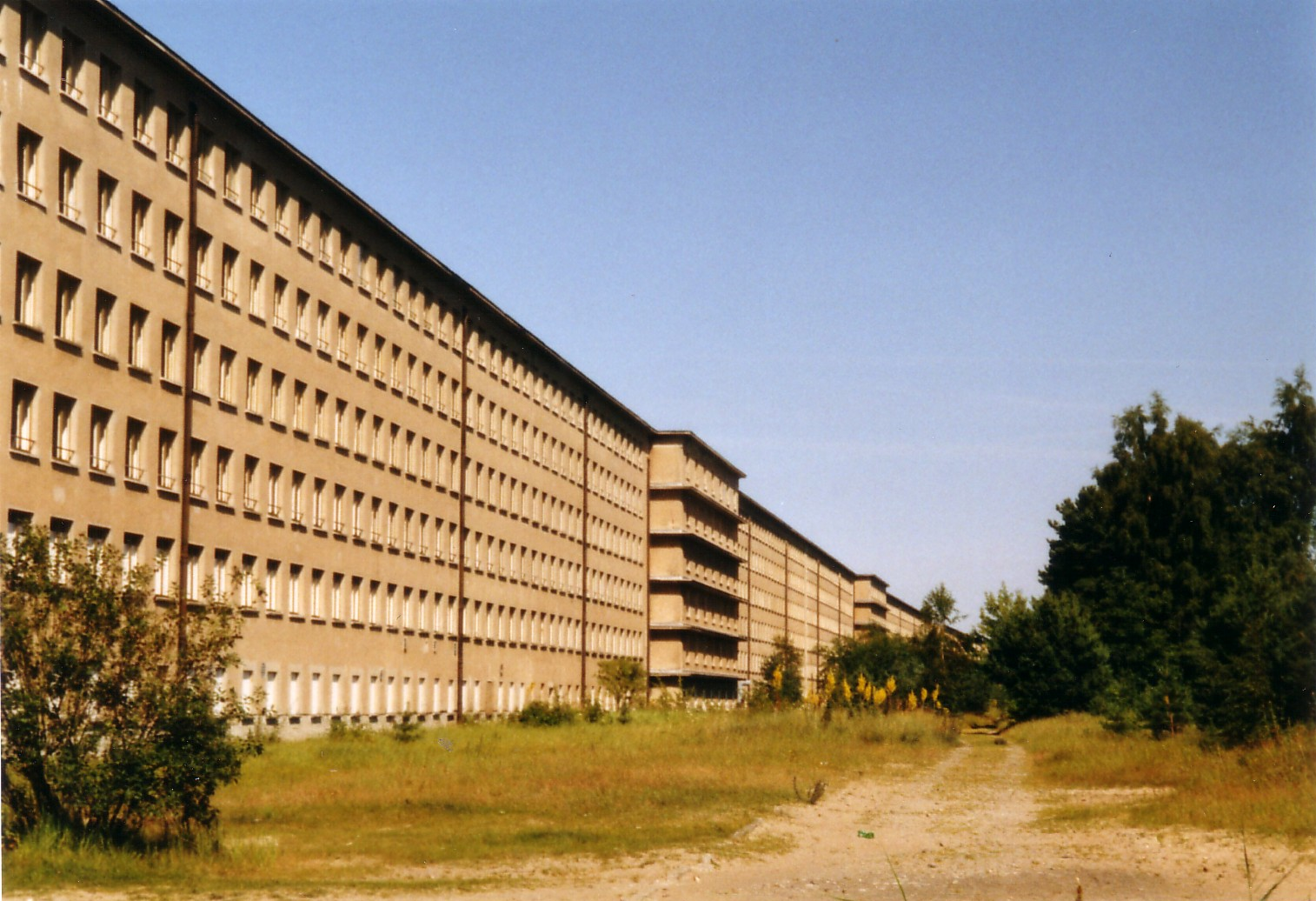
O "Colosso de Prora"

Prora foi um balneário planejado pelo Partido Nazista na ilha Rügen, Alemanha. O complexo foi erigido entre os anos de 1936 e 1939 e serviria como colônia de férias sob a  organização da Kraft durch Freude.

## História
Desenhado pelo arquiteto Clemens Klotz, Prora foi concebido como um resort com acomodações para vinte mil pessoas. Cada quarto de 2.5 por 5 metros desfrutaria de vista para o mar e contaria com duas camas, um armário e uma pia. Os sanitários e chuveiros seriam comuns.
Cerca de nove mil trabalhadores de todas as grandes construtoras do Reich estiveram envolvidos no projeto entre os anos de 1936 e 1939. Com o início da Segunda Guerra Mundial a construção de Prora foi interrompida e grande parte de seus complexos de entretenimento remanesceram inacabados ou nem saíram do papel.     
Durante os bombardeios sobre Hamburgo, muitas pessoas se refugiaram nos edifícios da estância nazista. Já em 1945 o Exército Soviético passou a controlar a região e utilizá-la para fins militares.
Hoje alguns dos blocos abrigam museus.